# Campioni italiani assoluti di atletica leggera - Salto in alto femminile
Questa pagina raccoglie un elenco di tutte le campionesse italiane dell'atletica leggera nel salto in alto, specialità che entrò nel programma dei campionati nel 1923 e che ne fa attualmente parte.

## Albo d'oro
| Anno | Atleta (società)                                    | Prestazione            |
| ---- | --------------------------------------------------- | ---------------------- |
| 1923 | Lina Banzi ?                                        | 1,37 m                 |
| 1924 | Andreina Sacco ?                                    | 1,31 m                 |
| 1925 | Andreina Sacco ?                                    | 1,35 m                 |
| 1926 | Lina Banzi ?                                        | 1,30 m                 |
| 1927 | Ersilia Martini ?                                   | 1,35 m                 |
| 1928 | Ersilia Martini ?                                   | 1,38 m                 |
| 1929 | Ersilia Martini ?                                   | 1,40 m                 |
| 1930 | Ondina Valla Virtus Atletica Bologna                | 1,43 m                 |
| 1931 | Ondina Valla Virtus Atletica Bologna                | 1,40 m                 |
| 1932 | Maria Coselli ?                                     | 1,40 m                 |
| 1933 | Ondina Valla Virtus Atletica Bologna                | 1,50 m                 |
| 1934 | Elsa Lambertini ?                                   | 1,35 m                 |
| 1935 | Maria Pia Mortarino ?                               | 1,35 m                 |
| 1936 | Tina Migliasso ?                                    | 1,40 m                 |
| 1937 | Ondina Valla Virtus Atletica Bologna                | 1,45 m                 |
| 1938 | Modesta Puhar ?                                     | 1,51 m                 |
| 1939 | Elda Franco ?                                       | 1,45 m                 |
| 1940 | Ondina Valla Virtus Atletica Bologna                | 1,50 m                 |
| 1941 | Sara Aldrovandi ?                                   | 1,45 m                 |
| 1942 | Gianna Jannoni ?                                    | 1,53 m                 |
| 1943 | Caterina Gallo ?                                    | 1,45 m                 |
| 1944 | Edizione non disputata                              | Edizione non disputata |
| 1945 | Ester Palmesino ?                                   | 1,45 m                 |
| 1946 | Ester Palmesino Sip                                 | 1,45 m                 |
| 1947 | Gianna Jannoni ?                                    | 1,50 m                 |
| 1948 | Ester Palmesino Sipra                               | 1,53 m                 |
| 1949 | Gianna Jannoni ?                                    | 1,50 m                 |
| 1950 | Gianna Jannoni ?                                    | 1,48 m                 |
| 1951 | Gianna Jannoni ?                                    | 1,50 m                 |
| 1952 | Ester Palmesino Sip                                 | 1,50 m                 |
| 1953 | Ester Palmesino Sip                                 | 1,50 m                 |
| 1954 | Osvalda Giardi CUS Pisa                             | 1,50 m                 |
| 1955 | Paola Paternoster ?                                 | 1,55 m                 |
| 1956 | Osvalda Giardi CUS Pisa                             | 1,57 m                 |
| 1957 | Osvalda Giardi CUS Pisa                             | 1,63 m                 |
| 1958 | Osvalda Giardi CUS Pisa                             | 1,57 m                 |
| 1959 | Marinella Bortoluzzi ?                              | 1,61 m                 |
| 1960 | Osvalda Giardi CUS Pisa                             | 1,60 m                 |
| 1961 | Marinella Bortoluzzi ?                              | 1,63 m                 |
| 1962 | Osvalda Giardi CUS Pisa                             | 1,50 m                 |
| 1963 | Marinella Bortoluzzi ?                              | 1,58 m                 |
| 1964 | Osvalda Giardi CUS Pisa                             | 1,60 m                 |
| 1965 | Gilda Cacciavillani ?                               | 1,60 m                 |
| 1966 | Osvalda Giardi CUS Pisa                             | 1,60 m                 |
| 1967 | Anna Onofri ?                                       | 1,57 m                 |
| 1968 | Annalisa Lanci ?                                    | 1,58 m                 |
| 1969 | Anna Rosa Bellamoli ?                               | 1,68 m                 |
| 1970 | Sara Simeoni ?                                      | 1,73 m                 |
| 1971 | Sara Simeoni ?                                      | 1,76 m                 |
| 1972 | Sara Simeoni ?                                      | 1,71 m                 |
| 1973 | Sara Simeoni ?                                      | 1,80 m                 |
| 1974 | Sara Simeoni ?                                      | 1,80 m                 |
| 1975 | Sara Simeoni ?                                      | 1,87 m                 |
| 1976 | Sara Simeoni ?                                      | 1,90 m                 |
| 1977 | Sara Simeoni ?                                      | 1,90 m                 |
| 1978 | Sara Simeoni ?                                      | 1,95 m                 |
| 1979 | Sara Simeoni ?                                      | 1,90 m                 |
| 1980 | Sara Simeoni ?                                      | 1,90 m                 |
| 1981 | Sandra Dini ?                                       | 1,91 m                 |
| 1982 | Sara Simeoni ?                                      | 1,85 m                 |
| 1983 | Sara Simeoni ?                                      | 1,86 m                 |
| 1984 | Sandra Dini ?                                       | 1,80 m                 |
| 1985 | Sara Simeoni ?                                      | 1,89 m                 |
| 1986 | Alessandra Fossati ?                                | 1,86 m                 |
| 1987 | Alessandra Bonfiglioli ?                            | 1,86 m                 |
| 1988 | Barbara Fiammengo CUS Bologna                       | 1,87 m                 |
| 1989 | Roberta Bugarini ?                                  | 1,84 m                 |
| 1990 | Barbara Fiammengo CUS Bologna                       | 1,86 m                 |
| 1991 | Barbara Fiammengo CUS Bologna                       | 1,88 m                 |
| 1992 | Antonella Bevilacqua ?                              | 1,88 m                 |
| 1993 | Antonella Bevilacqua ?                              | 1,92 m                 |
| 1994 | Antonella Bevilacqua ?                              | 1,90 m                 |
| 1995 | Francesca Sicari ?                                  | 1,86 m                 |
| 1996 | Antonella Bevilacqua ?                              | 1,95 m                 |
| 1997 | Antonella Bevilacqua ?                              | 1,91 m                 |
| 1998 | Francesca Bradamante ?                              | 1,90 m                 |
| 1999 | Daniela Galeotti SAI Assicura                       | 1,92 m                 |
| 2000 | Antonietta Di Martino CUS Firenze                   | 1,84 m                 |
| 2001 | Antonietta Di Martino CUS Firenze                   | 1,98 m                 |
| 2002 | Anna Visigalli ?                                    | 1,85 m                 |
| 2003 | Antonella Bevilacqua ?                              | 1,88 m                 |
| 2004 | Anna Visigalli Nuova Atletica Fanfulla Lodigiana    | 1,88 m                 |
| 2005 | Stefania Cadamuro Fondiaria SAI Atletica            | 1,89 m                 |
| 2006 | Antonietta Di Martino Gruppi Sportivi Fiamme Gialle | 1,91 m                 |
| 2007 | Antonietta Di Martino Gruppi Sportivi Fiamme Gialle | 1,91 m                 |
| 2008 | Antonietta Di Martino Gruppi Sportivi Fiamme Gialle | 1,93 m                 |
| 2009 | Raffaella Lamera Centro Sportivo Esercito           | 1,89 m                 |
| 2010 | Antonietta Di Martino Gruppi Sportivi Fiamme Gialle | 2,01 m                 |
| 2011 | Raffaella Lamera Centro Sportivo Esercito           | 1,88 m                 |
| 2012 | Chiara Vitobello Camelot                            | 1,89 m                 |
| 2013 | Alessia Trost Gruppi Sportivi Fiamme Gialle         | 1,90 m                 |
| 2014 | Alessia Trost Gruppi Sportivi Fiamme Gialle         | 1,90 m                 |
| 2015 | Desirée Rossit Gruppo Sportivo Fiamme Oro           | 1,86 m                 |
| 2016 | Alessia Trost Gruppi Sportivi Fiamme Gialle         | 1,94 m                 |
| 2017 | Erika Furlani Gruppo Sportivo Fiamme Oro            | 1,88 m                 |
| 2018 | Elena Vallortigara Centro Sportivo Carabinieri      | 1,91 m                 |
| 2019 | Alessia Trost Gruppi Sportivi Fiamme Gialle         | 1,86 m                 |
| 2020 | Elena Vallortigara Centro Sportivo Carabinieri      | 1,88 m                 |
| 2021 | Elena Vallortigara Centro Sportivo Carabinieri      | 1,88 m                 |
| 2022 | Elena Vallortigara Centro Sportivo Carabinieri      | 1,98 m                 |
| 2023 | Elena Vallortigara Centro Sportivo Carabinieri      | 1,87 m                 |
| 2024 | Idea Pieroni Centro Sportivo Carabinieri            | 1,88 m                 |
| 2025 | Asia Tavernini Gruppo Sportivo Fiamme Oro           | 1,87 m                 |